# Berlingerode
Berlingerode ist eine Gemeinde im thüringischen Landkreis Eichsfeld. Sie gehört zur Verwaltungsgemeinschaft Lindenberg/Eichsfeld.

## Geographische Lage
Berlingerode befindet sich ungefähr 11 Kilometer nordöstlich von Heilbad Heiligenstadt und fünf Kilometer südwestlich von Duderstadt im Untereichsfeld. Die Gemarkung liegt am südlichen Rand des Eichsfelder Beckens und am Fuße des Steilhanges des Zehnsberges. Eingerahmt wird die Ortslage vom Hungerberg (349 m) im Westen, dem Rotenberg (407 m) im Südwesten, dem Bodenberg (397 m) im Süden und dem Eichberg (316 m) im Osten. Durch den Ort fließt der Finkgraben, ein Nebenarm des Eichbaches, der in Teistungen in die Hahle mündet.
Nachbarorte von Berlingerode sind Teistungen im Nordosten, Hundeshagen im Südosten, Reinholterode im Südwesten, Neuendorf im Westen und Bleckenrode im Nordwesten. Verkehrsmäßig erschlossen wird der Ort durch die Landesstraßen L 1009 und L 2015. Unweit nördlich verlief die ehemalige Innerdeutsche Grenze und heutige thüringisch-niedersächsische Landesgrenze.

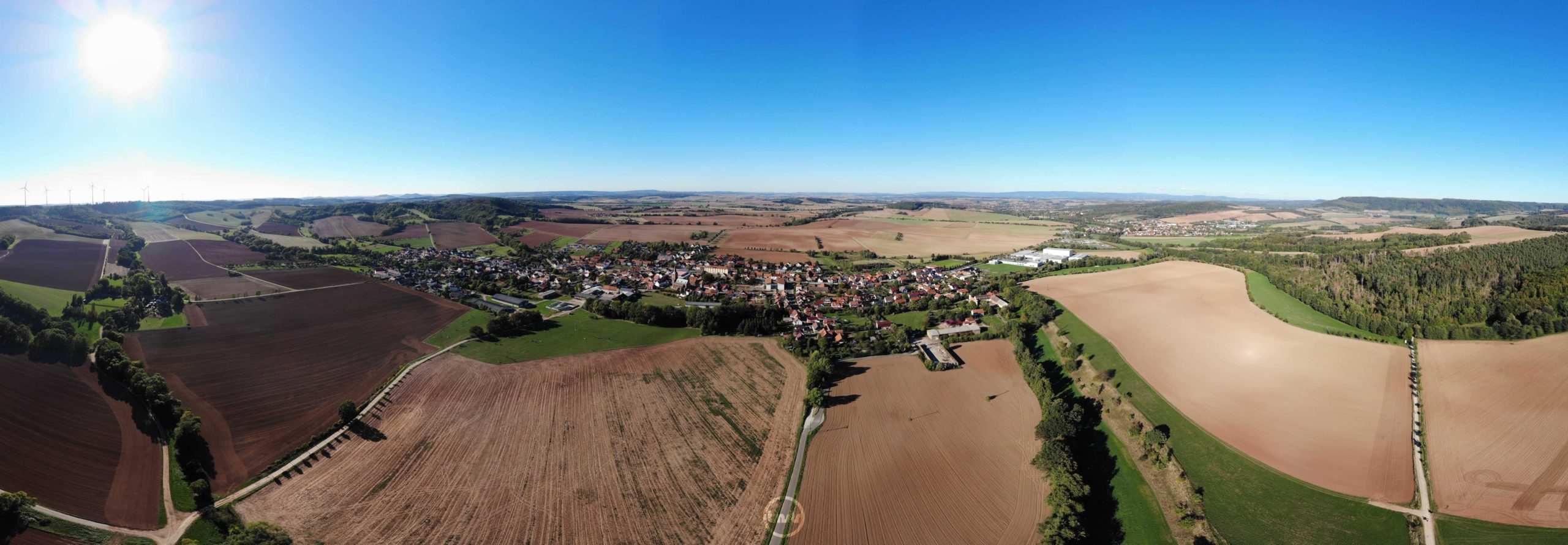
Blick auf Berlingerode aus Richtung Eichberg

## Geschichte
Berlingerode wurde am 5. Dezember 1266 erstmals urkundlich erwähnt. In seiner Gemarkung befand sich auf einem Bergsporn die Alte Burg oder Burg Westernhagen. Sie wurde im Bauernkrieg völlig zerstört und abgetragen. Berlingerode gehörte bis zur Säkularisation 1802 zu Kurmainz. 1802 bis 1807 wurde der Ort preußisch und kam dann zum Königreich Westphalen. Ab 1815 war er Teil der preußischen Provinz Sachsen (Kreis Worbis).
Das Dorf Berlingerode hatte um 1840 nach einer statistischen Untersuchung 888 katholische und 54 evangelische Einwohner. Das Patronat über das Dorf übte die Adelsfamilie von Westernhagen als Grund-, Lehens- und Gerichtsherren aus. Man notierte 161  Wohnhäuser, 93 Stallungen und  Scheunen, zwei Krüge und drei Schenken. Die  Schule besuchten schulpflichtige 140 Knaben und 119 Mädchen.
Im Ort wurde zu dieser Zeit nur wenig handwerkliche Leinenweberei und Textilfertigung betrieben, lediglich zwei Leinwebstühle und sechs Webstühle für andere Gewebe wurden verzeichnet.
Als  sonstige Gewerbe- und  Handwerksbetriebe nennt die Übersicht einen Wagner, vier Schneider, sieben Schuhmacher, einen Besenbinder, vier Tüncher, drei Grobschmiede, zwei Schlächter, 17 Knechte und 18 Mägde. Es gab eine Mahlmühle, die Eichholzmühle. Fünf Lebensmittelhändler   (Victualienhändler) und drei Schankwirte versorgten die Bewohner. Der Viehbestand umfasste 61 Pferde, 115 Rinder, 575 Schafe, 61 Ziegen und 51 Schweine. Die Dorfflur umfasste 3244 Morgen Fläche, als landwirtschaftliche Nutzfläche waren davon 2246 Morgen  Ackerland, 47 Morgen Gartenland, 50 Morgen Wiesen und 30 Morgen Weiden. Ferner wurden 456  Morgen Privatwald und 413 Morgen Brachland genannt. Der Ertrag aus Geflügelhaltung und Bienenzucht war ebenso bedeutsam.
Die Eichholzmühle wurde im 19. Jahrhundert mehrmals durch Brände beschädigt. Der Standort war ungünstig, so musste die Müllersfamilie bereits um 1900 den Betrieb einstellen. Die Gebäude waren in schlechtem baulichen Zustand und wurden abgerissen, der Platz ist seitdem ein Obstgehölz und landwirtschaftliche Anbaufläche.
Zur Finanzierung des Baus der St.-Stephanus-Kirche von 1896 bis 1898 wurde der Schutzmantelmadonnenaltar aus dem Jahre 1685 verkauft.

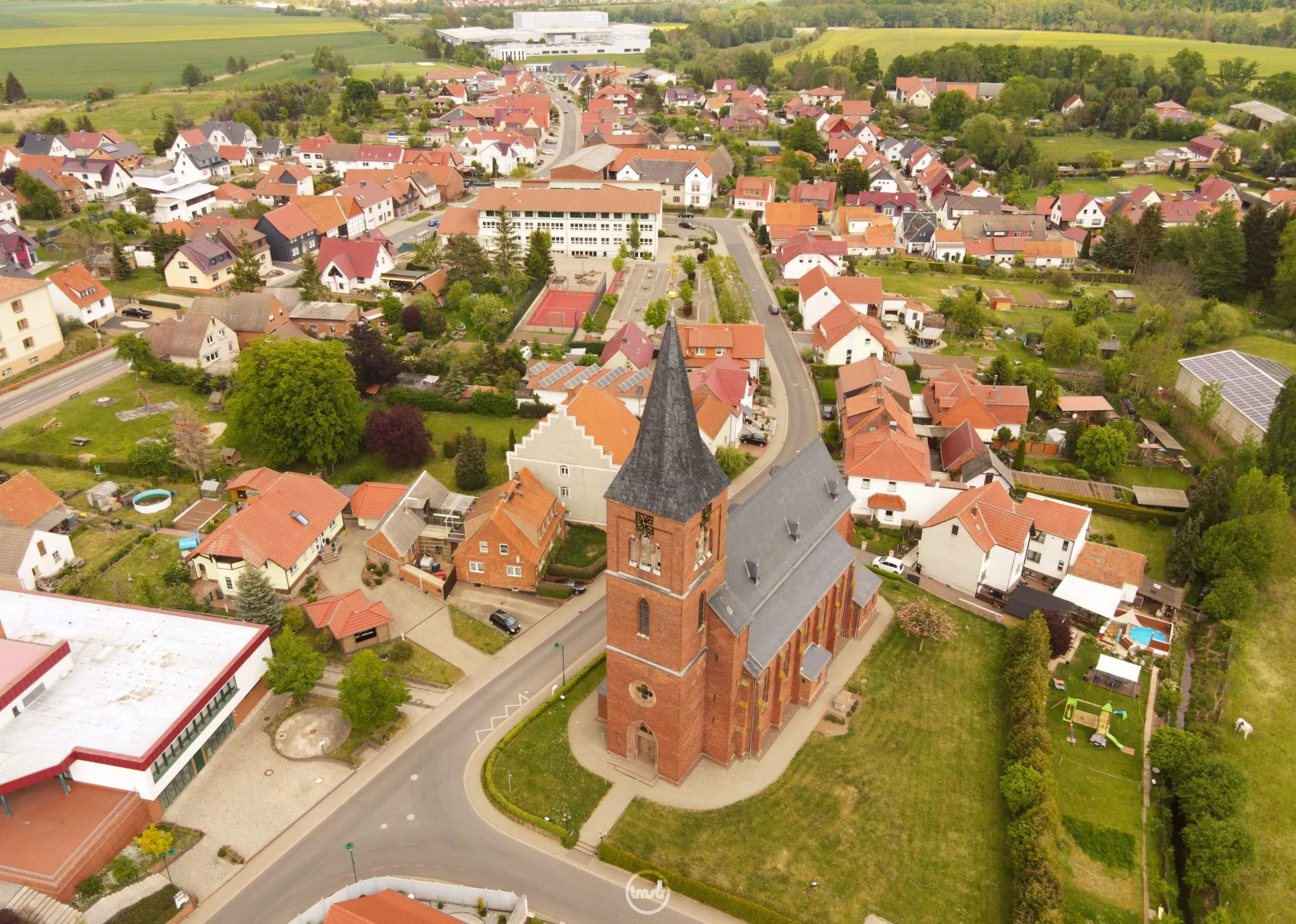
Die St.-Stephanus-Kirche

Während des Zweiten Weltkrieges kamen 1940 drei polnische Zwangsarbeiter ins Dorf, 1942 trafen Zwangsarbeiter aus der Ukraine ein, sie mussten bei Bauern und auf dem Rittergut Wall arbeiten, ein Gesindehaus diente ihnen als Unterkunft. 1943 wurden 41 Zwangsarbeiter aus Polen und 13 aus der Ukraine gezählt.
Berlingerode wurde am 9. April 1945 durch US-Armee besetzt. Vorausgegangen war Artilleriebeschuss mit zwei Ziviltoten, Beschädigung der Kirche und zahlreicher Wohngebäude.
Ab Juli 1945 bis 1949 gehörte der Ort zur sowjetischen Besatzungszone SBZ und wurde ab 1949 Teil der DDR. Von 1961 bis zur Wende und Wiedervereinigung 1989/1990 wurde Berlingerode von der Sperrung der nahen innerdeutschen Grenze beeinträchtigt. Seit 1990 gehört der Ort zum wieder gegründeten Bundesland Thüringen. Im Jahr 1996 wurde das neu erbaute Dorfgemeinschaftshaus eröffnet.

### Einwohnerentwicklung
Entwicklung der Einwohnerzahl (31. Dezember):
| - 1994: 1326 - 1995: 1337 - 1996: 1319 - 1997: 1317 - 1998: 1341 - 1999: 1300 | - 2000: 1305 - 2001: 1298 - 2002: 1288 - 2003: 1268 - 2004: 1254 - 2005: 1269 | - 2006: 1258 - 2007: 1251 - 2008: 1262 - 2009: 1246 - 2010: 1222 - 2011: 1201 | - 2012: 1221 - 2013: 1225 - 2014: 1228 - 2015: 1209 - 2016: 1208 - 2017: 1228 | - 2018: 1220 - 2019: 1222 - 2020: 1225 - 2021: 1232 - 2022: 1231 |

Datenquelle: Thüringer Landesamt für Statistik

## Politik

### Gemeinderat
Der Gemeinderat von Berlingerode setzt sich aus 12 Gemeinderatsmitgliedern zusammen.
- CDU: 9 Sitze
- Bürger für Berlingerode: 3 Sitze

(Stand: Kommunalwahl am 25. Mai 2024)

### Bürgermeister
Zum ehrenamtlichen Bürgermeister wurde am 12. Juni 2022 erneut Simon Bley (CDU) gewählt, nachdem er bereits von 2010 bis 2016 amtierte. In der Zwischenzeit war von 2016 bis 2022 Dr. Daniel Bertram (CDU) im Amt.

## Sehenswertes
- die katholische St.-Stephanus-Kirche
- die Heimatstube
- das Bodendenkmal der ehemaligen Burg Westernhagen

## Persönlichkeiten
- Anton Loessner (1885–1946), Ostforscher und verurteilter Kriegsverbrecher